# Tschubritza

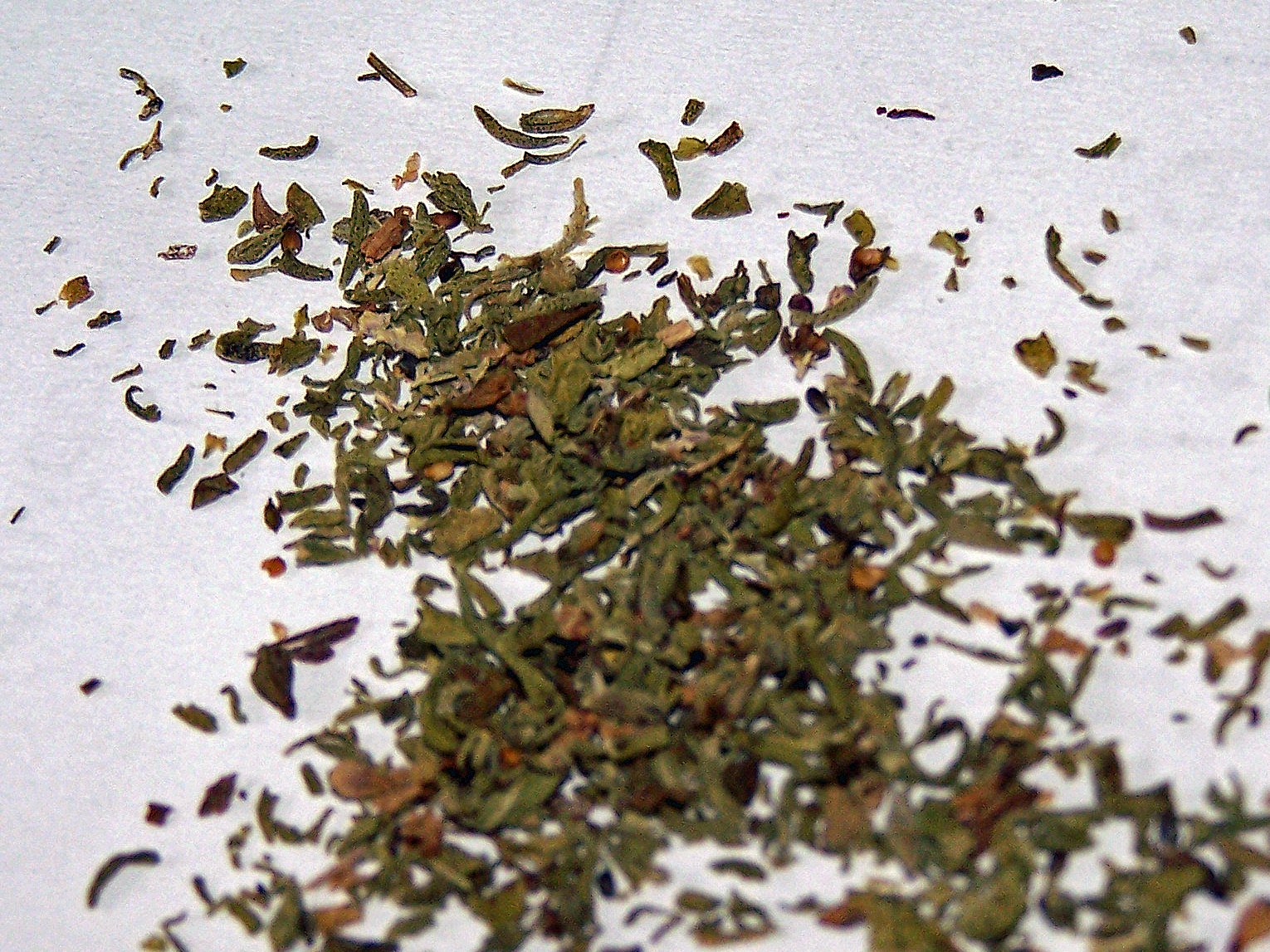
Sommer-Bohnenkraut

Tschubritza (auch Tschubitza) ist die Bezeichnung für verschiedene Würzmittel. In der bulgarischen Sprache wird damit Sommer-Bohnenkraut bezeichnet. Im deutschsprachigen Raum ist es die Handelsbezeichnung für eine Gewürzmischung, die in Bulgarien als Scharena Sol (Buntes Salz) bezeichnet wird. Der Name leitet sich vom Bohnenkraut ab, das den Charakter der Mischung bestimmt.
Typische Bestandteile neben Bohnenkraut sind Speisesalz und Kräuter (Basilikum, Bockshornklee, Liebstöckel, Majoran, Melisse, Minze, Oregano, Salbei und Thymian), Gemüse (Zwiebel, Knoblauch und Sellerie) sowie andere Gewürze wie Gewürzpaprika. Auch werden Mischungen gänzlich ohne Bohnenkraut unter diesem Namen vertrieben.
Es gilt als Bulgarisches Nationalgewürz, wird jedoch hauptsächlich für die Zubereitung von Suppen, Ragouts und Gemüsegerichten verwendet.